# Autoritat Territorial de la Mobilitat de les Terres de l'Ebre
L'Autoritat Territorial de la Mobilitat de les Terres de l'Ebre (ATM Terres de l'Ebre) serà un consorci públic integrat per la Generalitat de Catalunya i ajuntaments. La seva finalitat serà coordinar el transport públic a l'interior de les Terres de l'Ebre així com amb la resta d'ATM de Catalunya.
L'ATM es constituirà a principis de 2024, i el mes de juny de 2024 assolirà la integració tarifària amb l'ATM del Camp de Tarragona, fet que suposarà la creació de la nova zona 3 al sistema tarifari integrat del Camp de Tarragona, que estarà formada per les comarques del Baix Ebre, Montsià, Ribera d’Ebre i Terra Alta, i que s'aplicarà a autobusos urbans, interurbans i serveis ferroviaris d'aquestes comarques. Posteriorment, el 2025 s'assolirà la integració amb la resta de Catalunya.